# Unité urbaine d'Étreux
L'unité urbaine d'Étreux est une unité urbaine française centrée sur Étreux, commune du nord du département de l'Aisne.

## Situation géographique
L'unité urbaine d'Étreux est située dans le nord du département de l'Aisne, dans l'arrondissement de Vervins. Elle est située à l'ouest de la région Grand Est et au nord de l'Île-de-France, dans la région des Hauts-de-France.
Traversé par la route départementale 946, Étreux est le centre urbain principal de sa petite agglomération et des communes alentour, comprenant Boué, Hannapes et Vénérolles.
Elle est située à 25 km de Vervins, sous-préfecture de l'arrondissement, à 47 km de Laon, préfecture du département de l'Aisne.

## Données générales
En 2020, selon l'INSEE, l'unité urbaine d'Étreux est composée de quatre communes, toutes situées dans le département de l'Aisne, plus précisément dans l'arrondissement de Vervins.
En 2022, avec 3 323 habitants, elle constitue la quinzième unité urbaine du département de l'Aisne, se classant loin après les unités urbaines de Saint-Quentin (1er rang départemental) et de Soissons (2e rang départemental) et de Laon (3e rang départemental). Elle est la cinquième petite unité urbaine du département, derrière celle de Vervins et de Saint-Michel, mais elle devance celle d'Origny-Sainte-Benoite et de Fère-en-Tardenois dans le département de l'Aisne.
En 2022, sa densité de population qui s'élève à 82 hab/km2 en fait une unité urbaine peu densément peuplée mais nettement moins élevée que celles de Saint-Quentin (1 281 hab/km2) et de Soissons (766 hab/km2).
Elle est incluse dans l'aire d'attraction du Nouvion-en-Thiérache pour deux communes (Étreux et Boué) sauf pour Hannapes qui fait partie de l'aire d'attraction de Guise et pour Vénérolles qui n'est membre d'aucune aire d'attraction. Avant la redéfinition des zones d'études en 2020 par l'INSEE, l'unité urbaine d'Étreux n'appartenait à aucune aire urbaine.

## Délimitation de l'unité urbaine de 2020
En 2020, l'INSEE a procédé à une révision des délimitations des unités urbaines de la France ; celle d'Étreux a conservé son périmètre de 2010. Lors de la précédente révision en 2010, elle a été élargie de deux communes, Hannapes et Vénérolles, et est maintenant composée de quatre communes urbaines au lieu de deux lors du zonage de 1999.

### Liste des communes
La liste ci-dessous comporte les communes appartenant à l'unité urbaine d'Étreux selon la nouvelle délimitation de 2020 et sa population municipale en 2022 :
| Code Insee | Nom        | Type         | Superficie (km2) | Population (hab.) | Densité (hab./km2) |
| ---------- | ---------- | ------------ | ---------------- | ----------------- | ------------------ |
| 02103      | Boué       | Banlieue     | 10,44            | 1 316             | 126,1              |
| 02298      | Étreux     | Ville-centre | 10,36            | 1 455             | 140,4              |
| 02366      | Hannapes   | Banlieue     | 9,16             | 327               | 35,7               |
| 02779      | Vénérolles | Banlieue     | 8,89             | 225               | 25,3               |

## Évolution démographique
L'unité urbaine d'Étreux affiche une évolution démographique contrastée. Après avoir atteint son maximum démographique en 1982, où elle atteint les 3 913 habitants, elle connait une baisse de population avec 3 285 habitants en 2012 avec une stabilisation depuis cette date.
| 1968  | 1975  | 1982  | 1990  | 1999  | 2007  | 2012  | 2017  |
| ----- | ----- | ----- | ----- | ----- | ----- | ----- | ----- |
| 3 525 | 3 785 | 3 913 | 3 655 | 3 501 | 3 364 | 3 285 | 3 324 |